# Dorodango

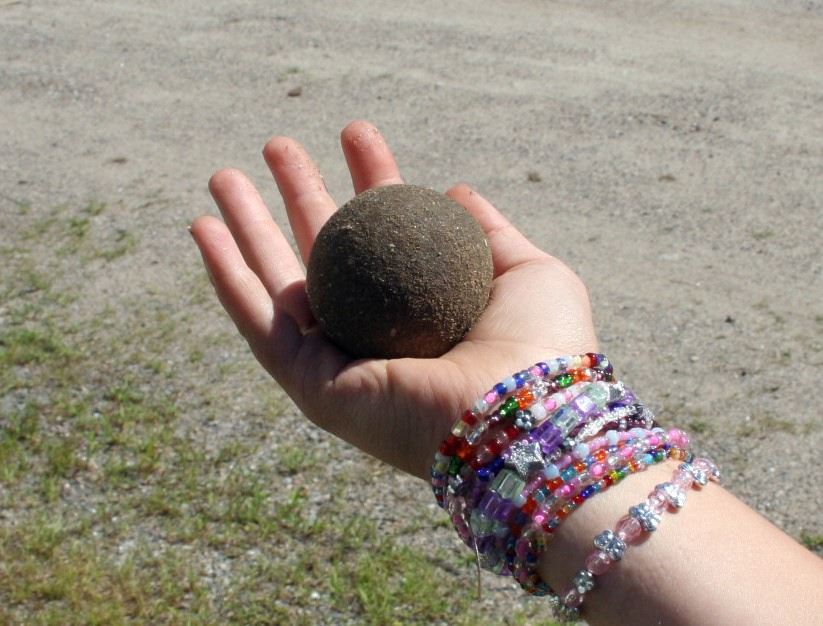
Ein Dorodango in früher Entstehungsphase

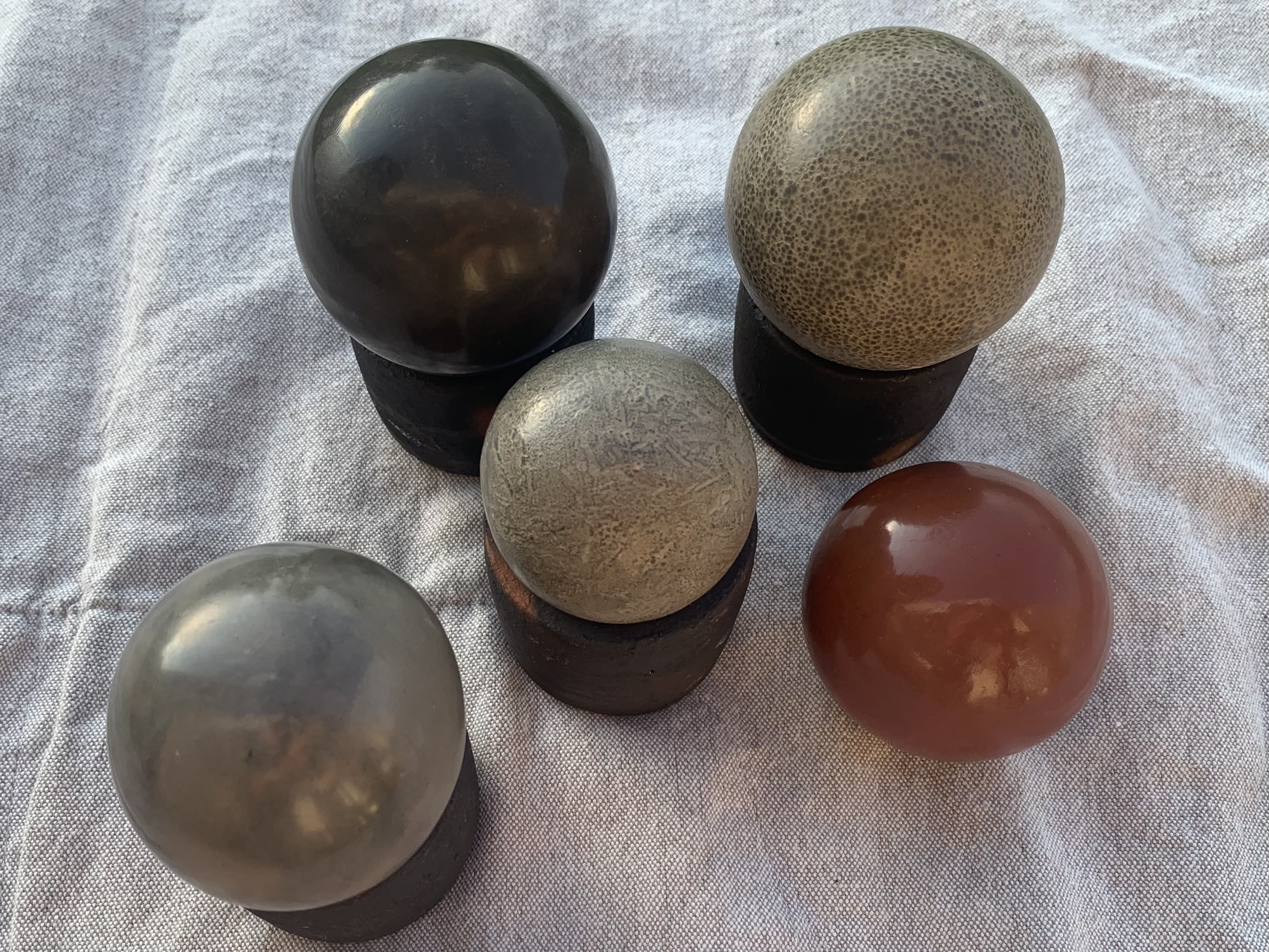
Dorodangos

Dorodango (泥 doro Schlamm, *だんご; Dango Kloß) ist eine japanische Kunstform, in der aus einfacher Erde und Wasser eine möglichst perfekte Kugel erstellt wird. Ein getrockneter und ausgehärteter Dorodango ist vom Aussehen vergleichbar mit einer Billardkugel bzw. Steinkugel.
Ein Dorodango hat außer seiner Ästhetik und dem befriedigenden Prozess seiner manuellen Herstellung keine spezielle Funktion als Gegenstand. Die Kugeln dienen nach ihrer Anfertigung als Dekorationsobjekte.

## Herstellung
Unter Zugabe von Wasser wird aus einfacher Erde – die ohne störende Steine oder Pflanzenteile sein sollte – ein plastisch formbares Material gemacht, ähnlich wie Lehm bei der Töpferei. Aus diesem wird eine Kugel geformt. Während diese in einem mehrere Stunden oder Tage dauernden Prozess immer wieder in den Händen gerollt wird, wird sie durch Trocknung allmählich immer fester und die Kugelform kann immer weiter perfektioniert werden.
Damit eine glänzende Oberfläche entsteht, verwendet man trockene, fein wie Sand gesiebte Erde. In mehreren Arbeitsschritten werden auf der Oberfläche des noch feuchten Dorodangos so lange immer feinere Partikel aufgebracht, bis aus mangelnder Feuchtigkeit auf der Oberfläche keine Partikel mehr haften bleiben können. Der Glanzeffekt der Oberfläche entsteht nur durch Verdichtung und Glättung, ohne dass ein anderes Material aufgetragen wird, ein wenig vergleichbar wie beim Tadelakt. Zum Abschluss kann die Kugel auch noch mit einem Tuch poliert werden.
Der Prozess benötigt mehrere Stunden konzentrierter Aufmerksamkeit, damit die Kugel nicht zerbricht. Auch wenn die fertige Kugel steinhart wirkt, ist sie immer noch sehr zerbrechlich.

## Verbreitung
Die Anfertigung von Dorodangos ist in Japan ein traditioneller Zeitvertreib bei Kindern. Aus der Grundtechnik entstand in jüngerer Zeit die Kunst des glänzenden hikaru dorodango (光る泥だんご). Dorodangos werden in Japan unter anderem in Kindergärten, Vorschulen und Grundschulen unter erzieherischer Anleitung gemacht. Durch das Internet wurde das Konzept des Dorodangos weltweit bekannt und Erwachsene haben es als Zeitvertreib und Kunstform für sich entdeckt.

## Verwandte Kunstform
Eine verwandte, ebenfalls in Japan aufgekommene Kunstform ist die Anfertigung von spiegelglatten Metallkugeln aus geknüllter, verdichteter und geglätteter Aluminiumfolie.